# Memorial Van Damme

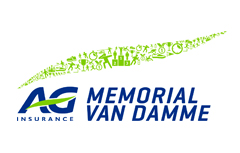
Logo toen AG Insurance naamsponsor was.

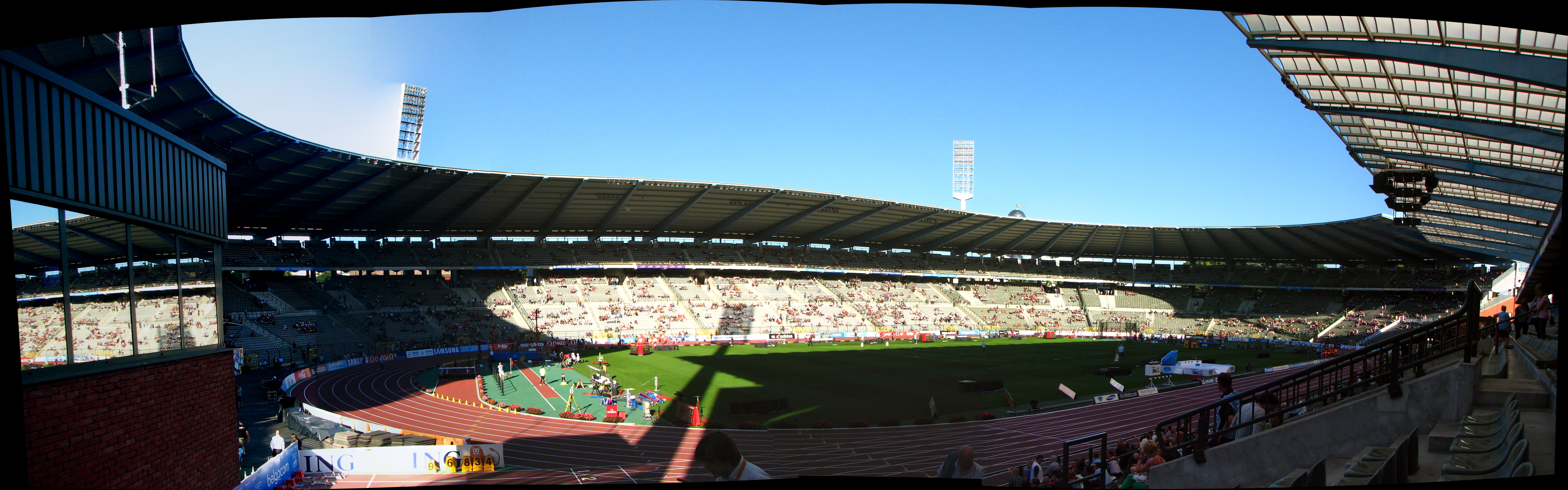
Koning Boudewijnstadion tijdens de Memorial Van Damme 2012.

De Memorial Van Damme is een jaarlijks terugkerende atletiekwedstrijd die in het Koning Boudewijnstadion te Brussel plaatsvindt. Het evenement maakt sinds 2010 deel uit van de Diamond League, nadat het eerder vanaf 1998 onderdeel was geweest van de Golden League.

## De verwezenlijking van een idee
De wedstrijd is in 1977 ter nagedachtenis van de overleden Belgische topatleet Ivo Van Damme opgericht. Het idee om in België te komen tot een groot atletiekevenement kwam overigens reeds in 1974 op bij enkele Belgische journalisten (onder wie Wilfried Meert), die na afloop van de Europese atletiekkampioenschappen op een terras in Rome de mogelijkheden hiertoe bespraken. Het duurde tot na de Olympische Spelen in 1976 alvorens onder impuls van Yves Mortier, jurist en medewerker van de krant Les Sports en directeur van Excelsior, een vzw werd opgericht, parallel met de Koninklijke Belgische Atletiek Bond.
Pas bij het weerzien op de begrafenis van Ivo Van Damme werd door de partners besloten om een atletiekwedstrijd te organiseren ter nagedachtenis van de betreurde kampioen. Enkele dagen later zag de vzw Club Belgique Athlétisme/Vrienden van de Belgische Atletiek het daglicht. De Memorial Van Damme was geboren ...
Inmiddels is de Memorial Van Damme uitgegroeid tot een van de grootste en meest prestigieuze sportevenementen van België en geniet deze een ruime internationale uitstraling. Het deelnemersveld is ieder jaar met de grootste namen gevuld.

## Organisatie
De eerste meetingdirecteur was Wilfried Meert, die de Memorial Van Damme gedurende veertig edities leidde. 
Golazo, een Belgisch sport- en gezondheidsbedrijf, is sinds 2015 betrokken bij de organisatie. In dat jaar trad Cédric Van Branteghem, voormalig Belgisch sprinter, toe tot Golazo en hij werd in 2017 meetingdirecteur van de Memorial Van Damme.
In december 2021 werd bekendgemaakt dat Kim Gevaert, een van de meest succesvolle Belgische atletes, de nieuwe meetingdirecteur zou worden. Gevaert, die elf keer deelnam aan de Memorial Van Damme en meerdere keren de 200 meter won, trad in januari 2022 aan als meetingdirecteur.

## Onderdeel internationale circuit

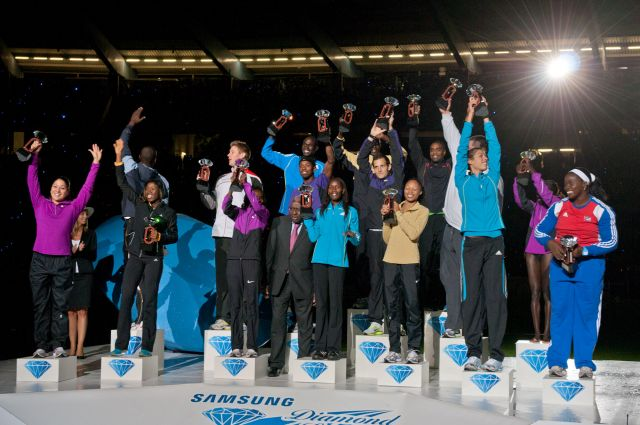
Winners 2010 IAAF Diamond League

De Memorial maakte van 1998 tot en met 2009 deel uit van de Golden League, een reeks wedstrijden waarbij naast de entreegelden en winstpremies ook nog een hoeveelheid goud onder de ongeslagen deelnemers verdeeld werd. Sinds 2010 is de Memorial opgenomen in de opvolger van de Golden League, de Diamond League, waarbij de winnaars en winnaressen van bepaalde vaste atletiekonderdelen naast een geldprijs tevens een diamant ontvangen.
De Memorial Van Damme vond aanvankelijk steeds aan het einde van de maand augustus plaats. Nadat het evenement in 2003 al eens eenmalig naar september was verschoven wegens de wereldkampioenschappen in Parijs, werd de wedstrijd vanaf 2007 steeds in september gehouden vanwege een WK of Olympische Spelen in het betreffende jaar. In 2010 werd hiervan afgeweken en stond de Memorial Van Damme weer als vanouds gepland in augustus. Ook in 2025 vindt de wedstrijd plaats in augustus, ditmaal vanwege het WK atletiek dat dat jaar in september plaatsvindt.
De wedstrijd werd al enkele malen verkozen tot beste atletiekwedstrijd ter wereld.

## Wereldrecordsop de Memorial Van Damme
(bijgewerkt t/m 2024)
| Datum             | Atleet              | Onderdeel            | Prestatie          | Huidig wereldrecord                |
| ----------------- | ------------------- | -------------------- | ------------------ | ---------------------------------- |
| 29 augustus 1981  | Sebastian Coe       | Engelse mijl         | 3.47,33            | Nee, verbeterd op 27 juli 1985     |
| 25 augustus 1995  | Maria Mutola        | 1000 m               | 2.29,34            | Nee, verbeterd op 23 augustus 1996 |
| 23 augustus 1996  | Salah Hissou        | 10.000 m             | 26.38,08           | Nee, verbeterd op 4 juli 1997      |
| 23 augustus 1996  | Svetlana Masterkova | 1000 m               | 2.28,98            | Ja                                 |
| 22 augustus 1997  | Paul Tergat         | 10.000 m             | 26.27,85           | Nee, verbeterd op 1 juni 1998      |
| 22 augustus 1997  | Daniel Komen        | 5000 m               | 12.39,74           | Nee, verbeterd op 13 juni 1998     |
| 24 augustus 2001  | Brahim Boulami      | 3000 m steeplechase  | 7.55,28            | Nee, verbeterd op 3 september 2004 |
| 3 september 2004  | Saif Saaeed Shaheen | 3000 m steeplechase  | 7.53,63            | Nee, verbeterd op 9 juni 2023      |
| 3 september 2004  | Jelena Isinbajeva   | polsstokhoogspringen | 4,92 m             | Nee, verbeterd op 5 juli 2005      |
| 26 augustus 2005  | Kenenisa Bekele     | 10.000 m             | 26.17,53           | Nee, verbeterd op 7 oktober 2020   |
| 25 augustus 2006  | Kenia               | 4 x 800 m            | 7.02,43            | Ja                                 |
| 14 september 2007 | Meseret Defar       | 2 Eng. mijl          | 8.58,58            | Ja                                 |
| 4 september 2009  | Kenia               | 4 x 1500 m           | 14.36,23           | Nee, verbeterd op 25 mei 2014      |
| 7 september 2012  | Aries Merritt       | 110 m horden         | 12,80 s (+0.3 m/s) | Ja                                 |
| 4 september 2020  | Sifan Hassan        | uurloop              | 18.930 m           | Ja                                 |
| 4 september 2020  | Mo Farah            | uurloop              | 21.330 m           | Ja                                 |
| 4 september 2020  | Bashir Abdi         | 20.000 m             | 56:20,0            | Ja                                 |
| 8 september 2023  | Jakob Ingebrigtsen  | 2000 m               | 4.43,13            | Ja                                 |

## Wedstrijdrecords
(bijgewerkt tot de wedstrijd van 2024)
| Onderdeel                  | Prestatie          | Atleet                                                       | Nationaliteit | Datum             |
| -------------------------- | ------------------ | ------------------------------------------------------------ | ------------- | ----------------- |
| 100 m                      | 9,76 s (+1,3 m/s)  | Usain Bolt                                                   | JAM           | 16 september 2011 |
| 200 m                      | 19,26 s (+0,7 m/s) | Yohan Blake                                                  | JAM           | 16 september 2011 |
| 300 m                      | 32,22 s            | Butch Reynolds                                               | USA           | 19 augustus 1988  |
| 400 m                      | 44,03 s            | Michael Cherry                                               | USA           | 3 september 2021  |
| 800 m                      | 1.42,20            | Wilson Kipketer                                              | DEN           | 22 augustus 1997  |
| 1000 m                     | 2.14,95            | Sammy Koskei                                                 | KEN           | 30 augustus 1985  |
| 1500 m                     | 3.26,12            | Hicham El Guerrouj                                           | MAR           | 24 augustus 2001  |
| 1 Eng. mijl                | 3.47,30            | Noureddine Morceli                                           | ALG           | 3 september 1993  |
| 2000 m                     | 4.43,13            | Jakob Ingebrigtsen                                           | NOR           | 8 september 2023  |
| 3000 m                     | 7.23,09            | Hicham El Guerrouj                                           | MAR           | 3 september 1999  |
| 5000 m                     | 12.39,74           | Daniel Komen                                                 | KEN           | 22 augustus 1997  |
| 10.000 m                   | 26.17,53           | Kenenisa Bekele                                              | ETH           | 26 augustus 2005  |
| 110 m horden               | 12,80 s (+0,3 m/s) | Aries Merritt                                                | USA           | 7 september 2012  |
| 400 m horden               | 47,51 s            | Andre Phillips                                               | USA           | 5 september 1986  |
| 2000 m steeple             | 5.30,70            | Joseph Mahmoud                                               | FRA           | 24 augustus 1984  |
| 3000 m steeple             | 7.53,63            | Saif Saaeed Shaheen                                          | QAT           | 3 september 2004  |
| hoogspringen               | 2,43 m             | Mutaz Essa Barshim                                           | QAT           | 5 september 2014  |
| polsstokhoogspringen       | 6,11 m             | Armand Duplantis                                             | SWE           | 13 september 2024 |
| verspringen                | 8,65 m             | Carl Lewis                                                   | USA           | 24 augustus 1984  |
| hink-stap-springen         | 17,66 m            | Christian Taylor                                             | USA           | 6 september 2019  |
| kogelstoten                | 22,98 m            | Leonardo Fabbri                                              | ITA           | 14 september 2024 |
| discuswerpen               | 69,96 m            | Matthew Denny                                                | AUS           | 13 september 2024 |
| kogelslingeren             | 82,26 m            | Lance Deal                                                   | USA           | 23 augustus 1996  |
| speerwerpen (oude speer)   | 93,48 m            | Tom Petranoff                                                | USA           | 26 augustus 1983  |
| speerwerpen (nieuwe speer) | 90,50 m            | Jan Železný                                                  | CZE           | 25 augustus 1995  |
| 4 x 100 m                  | 38,65 s            | Verenigde Staten                                             | USA           | 19 augustus 1988  |
| 4 x 800 m                  | 7.02,43            | Kenia                                                        | KEN           | 25 augustus 2006  |
| 4 x 1500 m                 | 14.36,23           | William Biwott Gideon Gathimba Geoffrey Rono Augustine Choge | KEN           | 4 september 2009  |

| Onderdeel                  | Prestatie          | Atlete                                                    | Nationaliteit | Datum             |
| -------------------------- | ------------------ | --------------------------------------------------------- | ------------- | ----------------- |
| 100 m                      | 10,72 s (−0,3 m/s) | Shelly-Ann Fraser-Pryce                                   | JAM           | 6 september 2013  |
| 200 m                      | 21,48 s (+0,2 m/s) | Shericka Jackson                                          | JAM           | 8 september 2023  |
| 400 m                      | 48,83 s            | Sanya Richards                                            | USA           | 4 september 2009  |
| 800 m                      | 1.55,16            | Pamela Jelimo                                             | KEN           | 6 september 2008  |
| 1000 m                     | 2.28,98            | Svetlana Masterkova                                       | RUS           | 23 augustus 1996  |
| 1500 m                     | 3.54,75            | Faith Kipyegon                                            | KEN           | 14 september 2024 |
| 1 Eng. mijl                | 4.14,74            | Sifan Hassan                                              | NED           | 3 september 2021  |
| 2000 m                     | 5.30,19            | Gelete Burka                                              | ETH           | 4 september 2009  |
| 3000 m                     | 8.24,81            | Meseret Defar                                             | ETH           | 14 september 2007 |
| 2 Eng. mijl                | 8.58,58            | Meseret Defar                                             | ETH           | 14 september 2007 |
| 5000 m                     | 14.09,82           | Beatrice Chebet                                           | KEN           | 14 september 2024 |
| 100 m horden               | 12,27 s            | Jasmine Camacho-Quinn                                     | PUR           | 2 september 2022  |
| 400 m horden               | 52,11 s            | Femke Bol                                                 | NED           | 8 september 2023  |
| 3000 m steeple             | 8.55,10            | Beatrice Chepkoech                                        | KEN           | 31 augustus 2018  |
| hoogspringen               | 2,05 m             | Anna Tsjitsjerova                                         | RUS           | 16 september 2011 |
| polsstokhoogspringen       | 5,00 m             | Sandi Morris                                              | USA           | 9 september 2016  |
| verspringen                | 7,25 m             | Heike Drechsler                                           | GER           | 13 september 1991 |
| hink-stap-springen         | 15,14 m (+0,3 m/s) | Tatjana Lebedeva                                          | RUS           | 5 september 2003  |
| kogelstoten                | 20,59 m            | Valerie Adams                                             | NZL           | 5 september 2014  |
| discuswerpen               | 69,84 m            | Tsvetanka Khristova                                       | BUL           | 5 september 1986  |
| speerwerpen (oude speer)   | 72,18 m            | Fatima Whitbread                                          | GBR           | 5 september 1986  |
| speerwerpen (nieuwe speer) | 68,11 m            | Kara Winger                                               | USA           | 2 september 2022  |
| 4 x 100 m                  | 42,97              | Gwen Torrence Sheila Echols Dannette Young Evelyn Ashford | USA           | 19 augustus 1988  |

1977 · 
1978 · 
1979 · 
1980 · 
1981 · 
1982 · 
1983 · 
1984 · 
1985 · 
1986 · 
1987 · 
1988 · 
1989 · 
1990 · 
1991 · 
1992 · 
1993 · 
1994 · 
1995 · 
1996 · 
1997 · 
1998 · 
1999 · 
2000 · 
2001 · 
2002 · 
2003 · 
2004 · 
2005 · 
2006 · 
2007 · 
2008 · 
2009 · 
2010 · 
2011 ·
2012 ·
2013 ·
2014 ·
2015 ·
2016 ·
2017 ·
2018 ·
2019 ·
2020 ·
2021 ·
2022 ·
2023 ·
2024 ·
2025